# ブリュートナー
ユリウス・ブリュートナー・ピアノフォルテファブリック （Julius Blüthner Pianofortefabrik）GmbHは、ドイツ・ライプツィヒにあるピアノメーカーの一つ。同年に創業したスタインウェイ・アンド・サンズ、1823年に創業したベーゼンドルファー、と並んで世界三大名器としてヨーロッパでは古くから知名度も高い（C・ベヒシュタインを含めた「世界四大ピアノ」や、ファツィオリをさらに加えた「世界五大ピアノ」とされる例も見受けられる）。

## 特徴

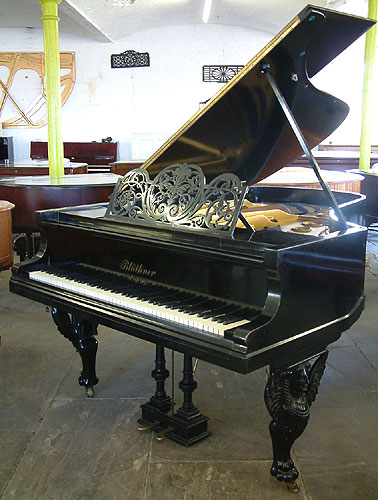
ブリュートナー製グランドピアノ

「ブリュートナーピアノは真に歌うことができる。おそらくこれは、楽器に呈する讃辞として最高のものである。」と書き残したのは、20世紀最高の指揮者ともいわれるフルトヴェングラーである。
ブリュートナーの特長の一つにアリコートシステムという独特の弦構造がある。通常の他社製ピアノは、1音に対して、弦が3本張られているが、ブリュートナーのピアノは、高音部にアリコート（共鳴弦）と呼ばれる4本目の弦が張られている。
この4本目の弦はハンマーで打たれることはなく、共鳴させるためだけに張られており、この共鳴によって倍音が増幅される構造である。この4本目の弦は、3本の弦の上部に貼られ、独立した駒を経て響板を振動させていたが、最近のモデルでは、4本が同じ高さに一列に配置されており、豊かで純度の高い高音を実現している。

## 歴史
1853年、ユリウス・ブリュートナーによってドイツのライプツィヒで創業された。1872年にアリコートの特許を取っている。1867年から1905年にかけ、パリ、ウィーン、シドニー、メルボルン、アムステルダム、ケープタウンにおいて各博覧会のファースト・プライズを受け、1900年のパリ、1904年のセントルイス、1910年のブラッセル、1927年のジュネーブでグランプリを獲得するなど世界的に名声を獲得してきている。
1938年に飛行船に乗せるために、アルミ製のきわめて軽いグランドピアノが作られ話題になる。第二次世界大戦中の1943年には、他の多くのドイツのメーカーがそうである様に、工場が空襲で焼かれ屋根は焼け落ち楽器はもちろん材料となる木材もすべて焼き尽くされたといわれる。その後市場にピアノを送り出すまでに回復するには1948年まで待たなければならなかった。また東ドイツ時代には一時国営化されたが、1990年の東西ドイツ統一を期に経営権はブリュートナー家に返還される。その後順調に業績を伸ばし、2005年にはヨーロッパにおけるコンサートグランドピアノの販売台数が、2番目に多いという記録を作るまでになっている。
イギリスのヴィクトリア女王を始め、ドイツ国内はもちろんオーストリア、デンマーク、ギリシャなどの多くの皇室にも納品される。ブラームス、リスト、チャイコフスキー、ドビュッシー、ショスタコーヴィチ、プロコフィエフなどの多くの有名な作曲家、ブゾーニ、アラウ、ルービンシュタイン、プレトニョフなどのピアニスト、そのほかヨハン・シュトラウス2世、フルトヴェングラー、メニューイン、マルケヴィッチなどの音楽家からも高く評価されている。
なお、クロード・ドビュッシーが唯一自ら購入して愛用していたのがブリュートナーであり、ブリュートナーを使って作曲していた。
そのほか、ビートルズの「レット・イット・ビー」でポール・マッカートニーが弾いているのはブリュートナーである（セッション風景を撮影した映画『レット・イット・ビー』の映像などで確認できる。ちなみに、これはアビー・ロード・スタジオの所有である）。また、フジ子・ヘミングはブリュートナーを所有しており、彼女を取り上げたNHKの番組でも演奏シーンが撮影された。中国のピアニスト牛牛もブリュートナーを使用している。また、近年では、録音でブリュートナーを使用する世界的ピアニストが増えてきている。
なお、2007年11月までは株式会社浜松ピアノセンターが日本総代理店として販売していたが、倒産により一時的に販売網が絶たれた。しかし2008年5月1日付けで、ブリュートナー社からの任命により有限会社ピアノクリニックヨコヤマが日本総代理店を引き継ぎ、正規流通が復帰した。

## モデル
2018年現在、6種類のサイズ（154–280 cm）のグランドピアノと5種類のサイズ（116–145 cm）のアップライトピアノを製造している。ブリュートナーブランド以外にもBlüthner-Haesslerアップライト、Haessler（ヘスラー）グランドおよびアップライト、そして2つのIrmler（イルムラー）製品ラインをドイツ工場で作っている。